# IC 1269
IC 1269 је спирална галаксија у сазвјежђу Херкул која се налази на листи објеката дубоког неба у Индекс каталогу.
Деклинација објекта је + 21° 34' 8" а ректасцензија 17h 52m 5,9s. Привидна величина (магнитуда) објекта IC 1269 износи 12,8 а фотографска магнитуда 13,6. IC 1269 је још познат и под ознакама UGC 11013, MCG 4-42-9, CGCG 141-20, KARA 838, IRAS 17499+2134, PGC 61023.